# Simona Babčáková

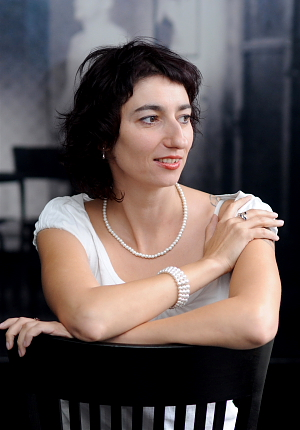
Simona Babčáková (2011)

Simona Babčáková (* 21. Februar 1973 in Šumperk, Tschechoslowakei) ist eine tschechische Schauspielerin.

## Biografie
Simona Babčáková studierte bei Jaroslav Dušek Schauspiel und Improvisation. Anschließend spielte sie am Theater, darunter dem Městské divadlo Zlín und dem Divadlo v Dlouhé in Prag. Ihr Leinwanddebüt gab sie in der 2003 erschienenen und von Vladimír Morávek inszenierten Liebeskomödie Sex in Brno an der Seite von Jan Budař, Pavel Liška und Miroslav Donutil. Seitdem war sie unter anderem in Die Kinder der Nacht (2008) und Träumer (2009) zu sehen.

## Filmografie (Auswahl)
- 2003: Sex in Brno (Nuda v Brně)
- 2008: Die Kinder der Nacht (Děti noci)
- 2009: Träumer (Zoufalci)
- 2011: Alois Nebel
- 2022: Die Höhle (Kam motýli nelétají)
- 2023: Große Träume (Děti Nagana)